# Llista de cràters d'Oberó
En aquest article només es mostra els noms oficials aprovats per la Unió Astronòmica Internacional (UAI).
Aquesta és una llista de cràters amb nom d'Oberó, una de les moltes llunes d'Urà, descoberta el 1781 per l'astrònom anglès William Herschel (1738-1822)
El 2019, els 9 cràters amb nom d'Oberó representaven el 0,16% dels 5475 cràters amb nom del Sistema Solar. Altres cossos amb cràters amb nom són Amaltea (2), Ariel (17), Cal·listo (142), Caront (6), Ceres (115), Dàctil (2), Deimos (2), Dione (73), Encèlad (53), Epimeteu (2), Eros (37), Europa (41), Febe (24), Fobos (17), Ganímedes (132), Gaspra (31), Hiperió (4), Ida (21), Itokawa (10), Janus (4), Japet (58), Lluna (1624), Lutècia (19), Mart (1124), Mathilde (23), Mercuri (402), Mimas (35), Miranda (7), Plutó (5), Proteu (1), Puck (3), Rea (128), Šteins (23), Tebe (1), Terra (190), Tetis (50), Tità (11), Titània (15), Tritó (9), Umbriel (13), Venus (900), i Vesta (90).

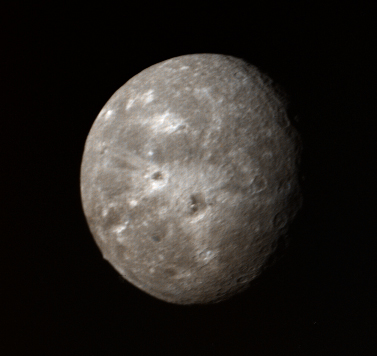
Fotografia d'Oberó (Urà iv) realitzada per la sonda espacial Voyager 2, 1986. Oberó és una lluna d'Urà que es caracteritza per tenir una superfície antiga, amb molts cràters i glaçada.

La superfície d'Oberó és la que té més cràters de totes les llunes d'Urà, amb una densitat de cràters que s'aproxima a la saturació (quan es creen nous cràters es destrueixen de vells). Aquest elevat nombre de cràters indica que Oberó té la superfície més antiga de les llunes d'Urà. Els diàmetres dels cràters oscil·len fins als 206 km per al cràter més gran conegut, Hamlet. Molts cràters grans estan envoltats d'ejeccions brillants per impactes (sistema de marques radials) que consisteixen en gel relativament fresc. Els cràters més grans (Hamlet, Othello i Macbeth), tenen sòls fets amb un material molt fosc dipositat després de la seva formació. Es va observar un pic amb una alçada d'uns 11 km en algunes imatges de la sonda espacial Voyager 2 prop de l'extrem sud-est d'Oberó, que pot ser el pic central d'una conca d'impacte de gran diàmetre, d'uns 375 km de diàmetre.

## Llista
Els cràters d'Oberó porten els noms de personatges i llocs que apareixen a les obres del dramaturg i poeta anglès William Shakespeare (1564-1616).
La latitud i la longitud es donen com a coordenades planetocèntriques (+ Est; 0-360).
| Cràter     | Coordenades                            | Diàmetre (km) | Epònim                                                                  | Ref.  |
| ---------- | -------------------------------------- | ------------- | ----------------------------------------------------------------------- | ----- |
| Antonys    | 27° 30′ S, 65° 24′ E / 27.5°S,65.4°E   | 47,0          | Marc Antoni - Personatge d'Antoni i Cleòpatra.                          | WGPSN |
| Caesare    | 26° 36′ S, 61° 06′ E / 26.6°S,61.1°E   | 76,0          | Juli Cèsar - Personatge de Juli Cèsar.                                  | WGPSN |
| Coriolanus | 11° 24′ S, 345° 12′ E / 11.4°S,345.2°E | 120,0         | Cneus Marcius Coriolanus. - Personatge de Coriolà.                      | WGPSN |
| Falstaff   | 22° 06′ S, 19° 00′ E / 22.1°S,19.0°E   | 124,0         | John Falstaff - Personatge d'Enric IV i Les alegres casades de Windsor. | WGPSN |
| Hamlet     | 41° 06′ S, 44° 24′ E / 41.1°S,44.4°E   | 206,0         | Príncep Hamlet - Personatge de Hamlet, príncep de Dinamarca.            | WGPSN |
| Lear       | 5° 24′ S, 31° 30′ E / 5.4°S,31.5°E     | 126,0         | Leir de Bretanya - Personatge de El Rei Lear.                           | WGPSN |
| Macbeth    | 58° 24′ S, 112° 30′ E / 58.4°S,112.5°E | 203,0         | Macbeth - Personatge de La Tragèdia de Macbeth.                         | WGPSN |
| Othello    | 66° 00′ S, 49° 54′ E / 66.0°S,49.9°E   | 114,0         | Otel·lo - Personatge d'Otel·lo: El moro de Venècia.                     | WGPSN |
| Romeo      | 28° 42′ S, 89° 24′ E / 28.7°S,89.4°E   | 119,0         | Romeu Montagú - Personatge de Romeu i Julieta.                          | WGPSN |